# Parlamentswahl in Norwegen 1945
- NKP: 11
- DnA: 76
- B: 10
- KrF: 8
- V: 20
- H: 25

Die Parlamentswahl in Norwegen 1945 war die erste Wahl nach der deutschen Besetzung und fand deshalb erst am 8. Oktober 1945 statt. Es war die Wahl zum 44. Storting.
Die sozialdemokratische Arbeiterpartei, die bis zur Besetzung 1940 die Regierung gestellt hatte, errang die absolute Mehrheit. Sie konnte damit sechs Sitze im Vergleich zu der Wahl vor neun Jahren hinzugewinnen. Neben der Arbeiterpartei war die Kommunistische Partei Norwegens der größte Wahlgewinner. Nachdem sie 1936 nicht in das Storting eingezogen war, konnte sie 1945 11,9 % der Stimme und 11 Sitze erringen.
Elf Sitze abgeben musste hingegen die konservative Høyre, auch die Bauernpartei büßte acht Sitze ein.
Das Parlament, dessen Amtszeit 1936 auf vier Jahre verlängert worden war, setzte sich nun aus sechs Parteien zusammen, die NKP ersetzte dabei die Samfunnspartiet.

## Wahlergebnis
| Partei            | Partei                                     | Stimmen   | Stimmen | Stimmen | Sitze  | Sitze |
| Partei            | Partei                                     | Anzahl    | %       | +/−     | Anzahl | +/−   |
| ----------------- | ------------------------------------------ | --------- | ------- | ------- | ------ | ----- |
|                   | Arbeiderpartiet (DnA)                      | 609.348   | 41,0    | −1,5    | 76     | +6    |
|                   | Høyre (H)                                  | 252.608   | 17,0    | −4,3    | 25     | −11   |
|                   | Venstre (V)                                | 204.852   | 13,8    | −2,2    | 20     | −3    |
|                   | Norges Kommunistiske Parti (NKP)           | 176.535   | 11,9    | +11,6   | 11     | +11   |
|                   | Bondepartiet (B)                           | 119.362   | 8,1     | −3,4    | 10     | −8    |
|                   | Kristelig Folkeparti (KrF)                 | 117.813   | 7,9     | +6,6    | 8      | +6    |
|                   | Sogn og Fjordane fiskar- og småbrukarparti | 4.654     | 0,3     | +0,3    | —      | —     |
|                   | Sonstige                                   | 53        | 0,0     | —       | —      | —     |
| Gesamt            | Gesamt                                     | 1.485.225 | 100,0   |         | 150    |       |
| Gültige Stimmen   | Gültige Stimmen                            | 1.485.225 | 99,1    |         |        |       |
| Ungültige Stimmen | Ungültige Stimmen                          | 12.966    | 0,9     |         |        |       |
| Wahlbeteiligung   | Wahlbeteiligung                            | 1.498.191 | 76,4    |         |        |       |
| Wahlberechtigte   | Wahlberechtigte                            | 2.000.017 | 100,0   |         |        |       |
| Quelle:           |                                            |           |         |         |        |       |